# Malewiczy (przystanek kolejowy)
Malewiczy (biał. Малевічы; ros. Малевичи) – przystanek kolejowy w miejscowości Malewicze, w rejonie żłobińskim, w obwodzie homelskim, na Białorusi. Położony jest na linii Homel - Żłobin - Mińsk.